# Edéia
Edéia là một đô thị thuộc bang Goiás, Brasil. Đô thị này có diện tích 1461,519 km², dân số năm 2007 là 11128 người, mật độ 7,6 người/km².